# Ol Doinyo Eburru
Ol Doinyo Eburru és un volcà complex actiu de la Gran Vall del Rift de Kenya, al nord-oest del llac Naivasha. S'hi explota energia geotèrmica.
El Soysambu Conservancy és al nord del massís, entre el llac Elmenteita a l'est i el llac Nakuru a l'oest.

## Geologia
Ol Doinyo Eburru forma part d'un grup de volcans de la Gran Vall del Rift, junt amb el Suswa, Longonot, Olkaria, Elmenteita i Menengai. Està separada de volcà Olkaria al sud per les planes Akira.
En aquesta part del Rift, el marge oriental està cobert per tufs de traquites, sovint d'ignimbrites i algunes laves traquites. El marge occidental està cobert per traquites i per pedres tosques de pantel·lerita, així com dipòsits de cendra volcànica expulsada des de l'Ol Doinyo Eburru.

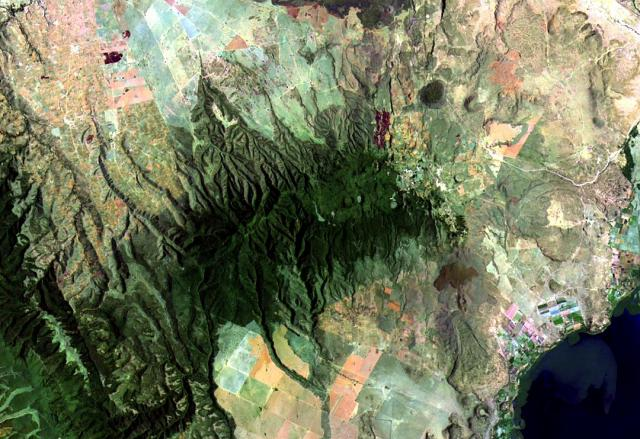
Fotografia per satèl·lit de l'Eburru. El llac Naivasha a la part baixa dreta i els fluxos de lava dels Badlands Elmenteita a la part superior central.

El massís d'Ol Doinyo Eburru s'eleva a 980 metres per sobre el sòl del Rift i es divideix en tres nivells: 
- La part més grossa dels productes del primer nivell, a l'oest, són enterrats a excepció de petits afloraments de lava de pantelarita.
- El segon nivell es va formar a 195 km de Waterloo Ridge, al costat oriental del massís. Aquestes roques provenen d'una sèrie d'erupcions piroclàstiques originaris d'una falla.
- El tercer nivell està format per cràters, petits cons, doms i fluxos de lava. El cim compta amb més de mig centenar de cràters amb diàmetres entre 200 m i 125 km. La pedra tosca de lapil·li i llits de cendra d'aquests centres cobreixen la major part del massís, així com la part occidental del Rift. Les formacions més joves no fan més que uns pocs centenars d'anys.[6] El massís Eburru és erosionat en forma de vorell, amb una orientació est-oest.[1]

El volcà complex té una superfície de 470 km². Hi ha dos cims, el turó Eburru i el turó occidental. Hi ha cràters petits en la part oriental de la serralada.
El flanc oriental té doms riolítics que, probablement, es van crear a l'Holocè i actualment estan parcialment coberts de vegetació. Hi ha fumaroles en cons de cendra i cràters al llarg de les falles al massís.

## Energia geotèrmica
A l'octubre de 2009, Geothermal Development Associates (GDA) han signat un contracte amb Kenya Electricity Generating Company Limited per a la construcció d'una central geotèrmica a l'Ol Doinyo Eburru. La planta inclourà una turbina de vapor que generarà 2,5 MW, fabricat per Elliott Turbomachinery da la ciutat de Jeannette a l'estat nord-americà de Pennsilvània. Ol Doinyo Eburru té la capacitat per a una central geotèrmica fins a 20 MW.